# Gyula Hernádi

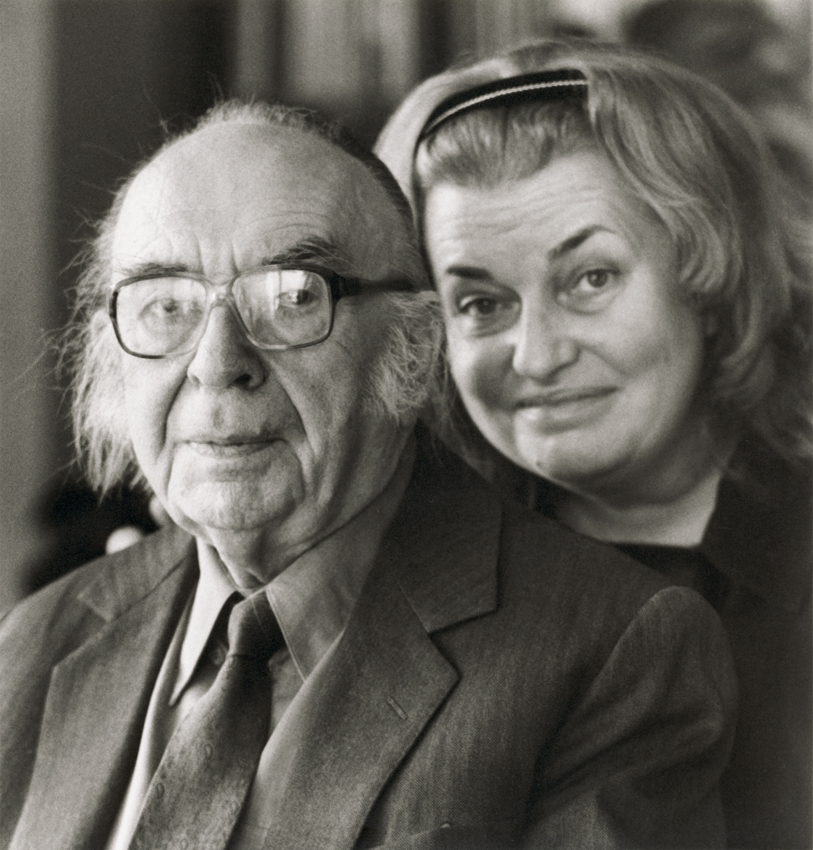
Gyula Hernádi mit seiner Tochter Krisztina 2003

Gyula Hernádi (* 23. August 1926 in Oroszvár, Königreich Ungarn; † 21. Juli 2005 in Budapest) war ein ungarischer Schriftsteller und Drehbuchautor.

## Leben
Hernádi stammte aus dem Kleinadel, genoss die Erziehung an einer von Benediktinern geführten Privatschule und geriet ohne wesentliche Kriegserfahrung in sowjetische Kriegsgefangenschaft. Ende der 1950er Jahre begann seine lebenslange Freundschaft und Zusammenarbeit mit dem Filmregisseur Miklós Jancsó. Hernádi wirkte an allen in Ungarn entstandenen Filmen Jancsós als Drehbuchkoautor mit.

## Werke (Auswahl)
- Deszkakolostor (Novellen, 1959)
- A péntek lépcsőin (Roman, 1959)

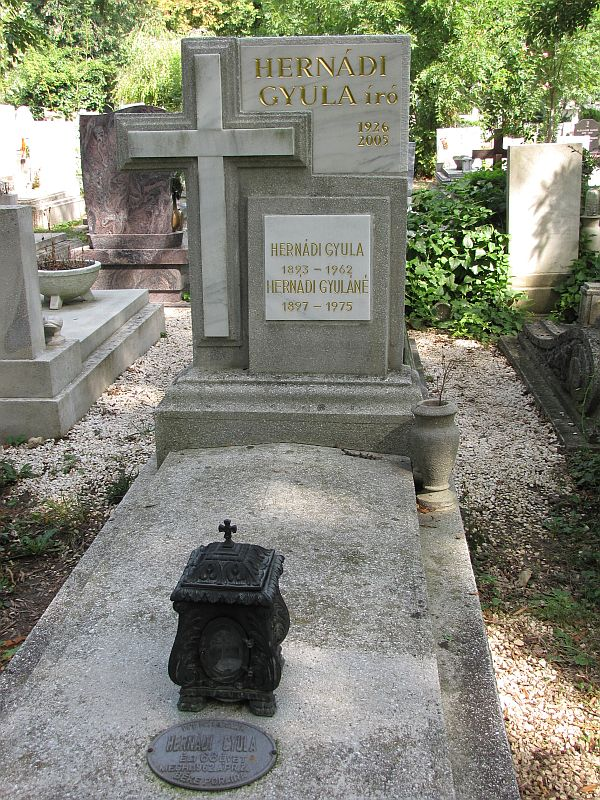
Hernádis Grab in Budapest

  - Deutsch: Auf der Freitagstreppe. Übersetzt von Elemer Schag. Hanser, 1963.
- Folyosók (Roman, 1966)
- Száraz barokk (Erzählungen, 1967)
- Sirokkó (Roman, 1969)
- Az erőd (Roman, 1971)
- Utópia (Drama, 1973)
- Falanszter és Antikrisztus (Drama, 1974)
- Logikai kapuk (Erzählungen, 1974)
- Homo proteziensis (1974, Kurzgeschichte)
  - Deutsch: Homo prothesiensis. In: Der Fotograf des Unsichtbaren. Buchclub 65, 1979.
- Második Gulliver (1974, Kurzgeschichte)
  - Deutsch: Gulliver der Zweite. In: Horst Heidtmann (Hrsg.): Die gestohlenen Techmine. dtv phantastica #1879, 1982, ISBN 3-423-01879-8.
- Paradoxon (1974, Kurzgeschichte)
  - Deutsch: Paradoxon. In: Der Fotograf des Unsichtbaren. Buchclub 65, 1979.
- RNS (1974, Kurzgeschichte)
  - Deutsch: RNS. In: Der Fotograf des Unsichtbaren. Buchclub 65, 1979.
- Szodoma és Gomorha (1974, Kurzgeschichte)
  - Deutsch: Sodom und Gomorrha. In: Lichtjahr 1. Das Neue Berlin, 1980.
- Vörös rekviem (Roman, 1975)
- Vérkeresztség (Drama, 1975)
- Fivérem a holnap (Drama, 1976)
- Az ég bútorai (Erzählungen, 1976)
- Csillagszóró (Drama, 1976)
- Bajcsy-Zsilinszky Endre (Drama, 1977)
- Jézus Krisztus horoszkópja (Erzählungen, 1977)
- A tolmács (Drama, 1977)
- A tudat kvantummechanikája (1977, Kurzgeschichte)
- Az elnökasszony (Roman, 1978)
- Szép magyar tragédia (Drama, 1978)
- Vitam et sanguinem (Roman, 1978)
- Mata Hari (Drama, 1979)
- Borotvált tabló (Roman, 1980)
- Anti Däniken (1980, Kurzgeschichte)
  - Deutsch: Anti Däniken. In: Herbert W. Franke (Hrsg.): SF international II. Goldmann Science Fiction #23388, 1980, ISBN 3-442-23388-7.
- A hülyeség csonritkulása (Drama, 1981)
- Hasfelmetsző Jack (Roman, 1981)
- Kiáltás és kiáltás (Roman, 1981)
- Drakula (Roman, 1983)
- Frankenstein (Roman, 1984)
- Fantomas (Roman, 1985)
- A boldogság templomai (Roman, 1986)
- Hátamon fekve szaladgálok (Erzählung, 1987)
- Jancsó Miklós szeretői (Roman, 1988)
- A nagy fogamzásgátló (Erzählung, 1988)
- Királyi vadászat (Drama, 1989)
- Lélekvándorlás (1990)
- Isten a konyhában vérzik (Gedichte, 1991)
- A halál halála (1992)
- Jóslások könyve (1992)
- A boldogság boldogsága (1993)
- Egri csillagok háborúja (1994)

## Filmografie (Auswahl)
- 1963: Cantata Profana (Oldás és kötés)
- 1964: So kam ich (Így jöttem)
- 1966: Die Hoffnungslosen (Szegénylegények)
- 1967: Sterne an den Mützen (Csillagosok, katonák)
- 1968: Stille und Schrei (Csend és kiáltás)
- 1968: Schimmernde Winde (Fényes szelek)
- 1969: Schirokko (Téli sirokkó)
- 1971: Agnus dei (Égi bárány)
- 1971: La tecnica e il rito (Fernsehfilm)
- 1972: Roter Psalm (Még kér a nép)
- 1974: Meine Liebe – Elektra (Szerelmem, Elektra)
- 1975: Adoption (Örökbefogadás)
- 1979: Ungarische Rhapsodie (Magyar rapszódia)
- 1979: Allegro Barbaro (Allegro Barbaro)
- 1981: Das Herz des Tyrannen (A zsarnok szíve, avagy Boccaccio Magyarországon)
- 1986: Jahreszeit der Monster (Szörnyek évadja)
- 1989: Jézus Krisztus horoszkópja
- 1990: Isten hátrafelé megy
- 1992: Donauwalzer (Kék Duna keringő)
- 1999: Die Laterne des Herrn in Budapest (Nekem lámpást adott kezembe az Úr Pesten)